# Kristiansenita
La kristiansenita és un mineral de la classe dels silicats que pertany i dona nom al grup de la kristiansenita. Rep el seu nom de Roy Kristiansen (1943-), mineralogista noruec aficionat que va observar per primera vegada el nou mineral. És coautor de set noves descripcions de minerals.

## Característiques
La kristiansenita és un silicat que va ser aprovat com a espècie vàlida per l'Associació Mineralògica Internacional l'any 2000, i publicada per primera vegada l'any 2001. La seva fórmula química va ser redefinida l'any 2022, passant a ser: Ca₂Sc₂Sn₂(Si₂O₇)₂(Si₂O₆OH)₂. Cristal·litza en el sistema triclínic. La seva duresa a l'escala de Mohs oscil·la entre 5,5 i 6.
Segons la classificació de Nickel-Strunz, la kristiansenita pertany a «09.BC: Estructures de sorosilicats (dímers), grups Si₂O₇, sense anions no tetraèdrics; cations en coordinació octaèdrica [6] i major coordinació» juntament amb els següents minerals: gittinsita, keiviïta-(Y), keiviïta-(Yb), thortveitita, itrialita-(Y), keldyshita, khibinskita, parakeldyshita, rankinita, barisilita, edgarbaileyita i percleveïta-(Ce).

## Formació i jaciments
Va ser descoberta a la pegmatita Heftetjern, a Tørdal, Drangedal, al comtat de Telemark, Noruega. També ha estat descrita a Kožichovice, a la regió de Vysočina (República Txeca); a Cadalso de los Vidrios, a Madrid (Espanya); i a alguns indrets de les localitats italianes d'Oltrefiume i Feriolo, al Piemont.